# Copa Audi 2011
La segunda edición de la Copa Audi se disputó en los días 26 y 27 de julio de 2011 en el estadio Allianz Arena de Múnich, Alemania, contando con la participación de cuatro equipos. La competencia fue organizada y promovida por el fabricante de automóviles de Audi AG. Participan Bayern Múnich (dueño de casa), Internacional de Brasil, Milan de Italia y Barcelona de España (estos últimos dos fueron campeones del Mundial de Clubes de la FIFA).

## Equipos participantes
| País     | Equipo        |
| -------- | ------------- |
| Alemania | Bayern Múnich |
| Brasil   | Internacional |
| España   | Barcelona     |
| Italia   | Milan         |

## Cuadro
|  | Semifinales          | Semifinales   |   |                      | Final        | Final       |  |
|  | 26 de julio          | 26 de julio   |   |                      | 27 de julio  | 27 de julio |  |
|  |                      |               |   |                      |              |             |  |
|  |                      |               |   |                      |              |             |  |
|  | Barcelona (pen.)     | 2 (4)         |   |                      |              |             |  |
|  | Internacional        | 2 (2)         |   |                      |              |             |  |
|  |                      |               |   |                      |              |             |  |
|  |                      |               |   |                      |              |             |  |
|  |                      |               |   |                      | Barcelona    | 2           |  |
|  |                      | Bayern Múnich | 0 |                      |              |             |  |
|  |                      |               |   |                      |              |             |  |
|  |                      |               |   |                      |              |             |  |
|  |                      |               |   |                      | Tercer lugar |             |  |
|  |                      |               |   | 27 de julio          |              |             |  |
|  | Bayern Múnich (pen.) | 1 (5)         |   | Internacional (pen.) | 2 (2)        |             |  |
|  | Milan                | 1 (3)         |   |                      | Milan        | 2 (0)       |  |

## Partidos

### Semifinales
| 26 de julio de 2011, 18:15 (UTC) | Barcelona                                          | 2:2 (1:0) (4:2 p.)         | Internacional                                     | Allianz Arena, Múnich                                              |                                                                    |
|                                  | - T. Alcántara 15' - Dos Santos 63'                |                            | - Nei 55' - Leandro Damião 85'                    | Asistencia: 66.000 espectadores Árbitro(s): Felix Brych (Alemania) | Asistencia: 66.000 espectadores Árbitro(s): Felix Brych (Alemania) |
|                                  |                                                    | Tiros desde el punto penal |                                                   |                                                                    |                                                                    |
|                                  | - Villa - Dos Santos - Carmona - Jeffrén - Armando |                            | - Kléber - Leandro Damião - João Paulo - Zé Mário |                                                                    |                                                                    |

| 26 de julio de 2011, 20:45 (UTC) | Bayern Múnich                                     | 1:1 (1:1) (5:3 p.)         | Milan                                      | Allianz Arena, Múnich                                               |                                                                     |
|                                  | Kroos 34'                                         |                            | Ibrahimović 4'                             | Asistencia: 66.000 espectadores Árbitro(s): Peter Sippel (Alemania) | Asistencia: 66.000 espectadores Árbitro(s): Peter Sippel (Alemania) |
|                                  |                                                   | Tiros desde el punto penal |                                            |                                                                     |                                                                     |
|                                  | - Alaba - Gómez - Müller - Kroos - Schweinsteiger |                            | - Robinho - Oddo - Thiago Silva - Paloschi |                                                                     |                                                                     |

### Tercer lugar
| 27 de julio de 2011, 18:15 (UTC) | Internacional                           | 2:2 (1:1) (2:0 p.)         | Milan                                      | Allianz Arena, Múnich                                              |                                                                    |
|                                  | - Leandro Damião 23' - D'Alessandro 80' |                            | - Ibrahimović 3' - Alexandre Pato 60'      | Asistencia: 66.000 espectadores Árbitro(s): Günter Perl (Alemania) | Asistencia: 66.000 espectadores Árbitro(s): Günter Perl (Alemania) |
|                                  |                                         | Tiros desde el punto penal |                                            |                                                                    |                                                                    |
|                                  | - D'Alessandro - Nei - Glaydson         |                            | - Valoti - Cassano - Oddo - Alexandre Pato |                                                                    |                                                                    |

### Final
| 27 de julio de 2011, 20:45 (UTC) | Bayern Múnich | 0:2 (0:1) | Barcelona            | Allianz Arena, Múnich                                                 |                                                                       |
|                                  |               |           | T. Alcántara 42' 75' | Asistencia: 66.000 espectadores Árbitro(s): Wolfgang Stark (Alemania) | Asistencia: 66.000 espectadores Árbitro(s): Wolfgang Stark (Alemania) |

| Campeón                   |
| Bandera de España         |
| F. C. Barcelona 1° título |

## Goleadores
| Jugador             | Equipo              | Anotado |
| ------------------- | ------------------- | ------- |
| Thiago Alcántara    | F. C. Barcelona     | 3       |
| Zlatan Ibrahimović  | A. C. Milan         | 2       |
| Leandro Damião      | S. C. Internacional | 2       |
| Alexandre Pato      | A. C. Milan         | 1       |
| Toni Kroos          | F. C. Bayern Múnich | 1       |
| Jonathan dos Santos | F. C. Barcelona     | 1       |
| Andrés D'Alessandro | S. C. Internacional | 1       |
| Nei                 | S. C. Internacional | 1       |

| Predecesor: Copa Audi 2009 | Copa Audi 2011 | Sucesor: Copa Audi 2013 |